# Listen to What the Man Said
Listen to What the Man Said (englisch für „Höre, was der Mann gesagt hat“) ist ein Lied der britischen Musikgruppe Wings, das 1975 als Single A-Seite der veröffentlicht wurde. Es war die zehnte Single der Wings, in Deutschland die elfte. Komponiert wurde es von Paul McCartney und Linda McCartney. Es war die vierte Singleveröffentlichung von Paul McCartney nach dessen Trennung von den Beatles, die Platz eins in den US-amerikanischen Charts erreichte.

## Hintergrund
Über die Fertigstellung des Liedes sagte Paul McCartney: „Es war einer der Songs, auf die wir große Hoffnungen gesetzt hatten. Immer wenn ich es auf dem Klavier spielte, sagten die Leute: ‚Oh, das gefällt mir.‘ Aber als wir den Backing-Track gemacht haben, dachten wir, dass wir es wirklich gar nicht hinbekommen. Wir dachten, es wäre großartig, einen sehr technischen Musiker zu haben, der ein großartiges lyrisches Solo spielt. Jemand sagte: ‚Tom Scott wohnt hier in der Nähe.‘ Wir sagten, ja, ruf ihn an, schau, ob er auftaucht, und er kam innerhalb einer halben Stunde! Da saß er nun, mit seinem Saxophon, und er setzte sich ins Studio und spielte durch. Der Toningenieur nahm es auf. Wir behielten alle Noten, die er beiläufig spielte. Er kam herein und ich sagte: ‚Ich glaube, das war's.‘“ Neben dem Saxofonisten Tom Scott wurden für die Aufnahme noch der Gitarrist Dave Mason und Harfenistin Gayle Levant engagiert. Der Effekt eines Kusses, der auf dem Song zu hören ist, stammt von Linda McCartney.
Das Lied ist ein optimistisches Liebeslied. Auch wenn die Liebe blind sein kann oder getrennte Liebende leiden lässt, sagt Listen to What the Man Said, dass die Liebe siegen wird. Das stimmt mit dem überein, was „der Mann“ gesagt hat. „Der Mann“ wird nicht explizit identifiziert, könnte aber Gott sein. McCartney sagte 1988 dazu: „Mein Zeug ist nie ‚ein Kommentar von innen‘. Im Grunde sage ich: ‚Hört auf die Grundregeln, nicht zu viel‘. Aber wenn du ‚Der Mann‘ sagst, kann es Gott bedeuten, es kann bedeuten ‚Frauen, hör auf deinen Mann‘, es kann so viele Dinge bedeuten.“ 2016 ergänzte er: „Mir gefällt der Gedanke, dass ich es den Menschen überlasse, zu entscheiden, wer in ihren Köpfen der Mann ist...“
Listen to What the Man Said ist die erste Singleauskopplung aus dem Album Venus and Mars und erreichte Platz sechs in Großbritannien und in den USA Platz eins in den jeweiligen Charts. In Deutschland hat sich die Single auf Platz 42 platziert. Somit war es die zehnte Top-Ten-Single in den USA und der achte in Großbritannien für Paul McCartney. Die Single wurde von der RIAA mit einer Goldenen Schallplatte ausgezeichnet, für mehr als eine Million verkaufter Exemplare in den USA.
Für Listen to What the Man Said wurde kein Musikvideo gedreht.
Wings spielten Listen to What the Man Said während ihrer Welt-Tournee 1975/76 live.

## Aufnahme
Listen to What the Man Said wurde von den Wings am 31. Januar und 20. Februar 1975 in dem Sea-Saint Recording Studio, New Orleans, USA mit Paul McCartney als Produzenten aufgenommen. Alan O’Duffy und Biff Dawes waren die Toningenieure der Aufnahmen. Die Overdubs wurden zwischen dem 3. und 6. und am 10. März in den Wally Heider Studios, Los Angeles, eingespielt.
Die Abmischung erfolgte am 26. März 1975 wiederum in den Wally Heider Studios.
Besetzung:
- Paul McCartney: Gesang, Bassgitarre, Akustikgitarre, E-Gitarre, Elektrisches Klavier, Moog-Synthesizer, Streicherarrangement
- Linda McCartney: Hintergrundgesang
- Denny Laine: E-Gitarre, Bongos, Hintergrundgesang
- Jimmy McCulloch: E-Gitarre
- Joe English: Schlagzeug, Perkussion
- Dave Mason: E-Gitarre
- Tom Scott: Saxofon
- Tony Dorsey: Streicherarrangement
- Gayle Levant: Harfe
- Sid Sharp Strings: Celli, Geigen und Violinen

## Coverversionen
Es gibt über 15 Coverversionen von Listen to What the Man Said. Es hat unter anderen die Black Dyke Mills Band das Lied interpretiert.

## Veröffentlichung
- Am 16. Mai 1975 (USA: 26. Mai 1975) erschien die Single Listen to What the Man Said / Love in Song[3]Love in Song stammt auch vom Album Venus and Mars. Die A- und B-Seiten wurden im Vergleich zu den Album-Versionen gekürzt. Die Promotionsingle wurde in den USA wie folgt veröffentlicht: Auf der A-Seite befindet sich die Monoversion und auf der B-Seite die Stereoversion des Liedes der A-Seite der Kaufsingle.[4]
- Am 27. Mai 1975 erschien das Album Venus and Mars, auf dem sich ebenfalls Listen to What the Man Said befindet. Im Mai 1996 wurde die CD in einer DTS 5.1-Mix-Version in den USA veröffentlicht. Die Abmischung wurde von Geoff Emerick und Alan O’Duffy sowie Peter Mew vorgenommen.[5]
- Am 10. Dezember 1976 erschien das Album Wings over America, auf dem sich eine Liveversion von Listen to What the Man Said befindet.
- Listen to What the Man Said erschien am 1. Dezember 1987 auf All the Best!, am 7. Mai 2001 auf Wingspan: Hits and History und am 10. Juni 2016 auf Pure McCartney.
- Denny Laine veröffentlichte 1996 seine Version von Listen to What the Man Said auf dem Album Wings at the Sound of Denny Laine.[6]
- Am 2. Dezember 2022 wurde die Singlebox The 7″ Singles Box veröffentlicht, die auch Listen to What the Man Said enthält.

## Auszeichnungen für Musikverkäufe
| Land/Region               | Auszeichnungen für Musikverkäufe (Land/Region, Auszeichnung, Verkäufe) | Verkäufe  |
| ------------------------- | ---------------------------------------------------------------------- | --------- |
| Vereinigte Staaten (RIAA) | Gold                                                                   | 1.000.000 |
| Insgesamt                 | 1× Gold ·                                                              | 1.000.000 |